# Melvy Alvarez
Melvy Alvarez (15 de agosto de 2002) es un deportista estadounidense que compite en taekwondo.
Ganó dos medallas en el Campeonato Panamericano de Taekwondo, oro en 2021 y bronce en 2022. Además, obtuvo una medalla de bronce en los Juegos Panamericanos Júnior de 2021, en la categoría de –58 kg.

## Palmarés internacional
| Campeonato Panamericano | Campeonato Panamericano      | Campeonato Panamericano | Campeonato Panamericano |
| Año                     | Lugar                        | Medalla                 | Categoría               |
| ----------------------- | ---------------------------- | ----------------------- | ----------------------- |
| 2021                    | Cancún (México)              | Medalla de oro          | –54 kg                  |
| 2022                    | Punta Cana (Rep. Dominicana) | Medalla de bronce       | –54 kg                  |